# Budstikka
Budstikka är en norsk dagstidning som kommer ut i kommunerna Asker och Bærum i Akershus fylke. Budstikka grundades som Asker og Bærums Budstikke 1898, det nuvarande namnet är från 2004. Till stor del ägs tidningen av Orkla Media AS. Budstikka hade 2013 en upplaga på 22 299 ex..